# لويزا فرناندا رودي
لويزا فرناندا رودي (من مواليد 14 ديسمبر 1950) هي سياسية إسبانية تشغل منصب عضو مجلس الشيوخ عن أراغون منذ عام 2015. شغلت منصب الرئيس 175 لمجلس النواب، وهي أول امرأة تشغل هذا المنصب في التاريخ الإسباني. من عام 2011 إلى عام 2015 شغلت منصب رئيس حكومة أراغون.
ولدت رودي في إشبيلية. في البرلمان الإسباني مثلت سرقسطة من 1986 إلى 1996 ومن 2000 إلى 2004. كانت بديلاً عن لجنة الصناعة والبحوث والطاقة، كبديل لوفد اللجنة البرلمانية المشتركة بين الاتحاد الأوروبي والمكسيك.
كانت عضوًا في مكتب حزب الشعب الأوروبي وعضوًا في لجنة البرلمان الأوروبي المعنية بالسوق الداخلية وحماية المستهلك.
بين يوليو 2011 ويوليو 2015 كانت رئيسة حكومة أراغون. منذ عام 2015 عضو في مجلس الشيوخ الاسباني.